# Willie Jahn
Wilhelm Hans „Willie“ Jahn (* 27. Februar 1889 in Magdeburg; † 24. Januar 1973 in Hannover) war ein deutscher Mittelstreckenläufer, der sich auf die 800-Meter-Distanz spezialisiert hatte, und Aktivist des Wandervogels.
Bei den Olympischen Spielen 1912 in Stockholm schied er im Vorlauf aus. Seine persönliche Bestzeit von 1:56,6 min stellte er am 19. Mai 1912 auf.
1910 spaltete er sich mit Wilhelm Jansen vom Alt-Wandervogel ab und gründete den Jung-Wandervogel. Ein wesentlicher Beitrag zur Bewegung waren die von ihm komponierten Lieder.
Am 26. Juli 1937 beantragte er die Aufnahme in die NSDAP und wurde rückwirkend zum 1. Mai desselben Jahres aufgenommen (Mitgliedsnummer 4.363.186).

## Veröffentlichungen
- Junger Mut. Lautenlieder aus der Kriegszeit. Matthes, Leipzig 1916.
- Biwak und Lagerfeuer. Alte und neue Lieder mit Lautensätzen. Wolff, Plauen 1935.
- Lieder der Jung-Wandervögel. Heft 2: Lieder aus fünfzig Jahren. Zeichnungen von A. Paul Weber. Voggenreiter, Bad Godesberg 1959.